# Saison 2018-2019 du KAA La Gantoise
Maillots
Chronologie
Saison précédente Saison suivante
La saison 2018-2019 du KAA La Gantoise voit le club évoluer en Division 1A. C'est la 78e saison du club au plus haut niveau du football belge et la 30e consécutive. Le club participe également à la Coupe de Belgique.

## Préparation d'avant-saison

### Matchs amicaux
| 1er match                        | KRC Gand | 0 - 8   | KAA La Gantoise                                                           | Stade PGB, Gand |  |
| Vendredi 22 juin 2018 19:00 CEST |          | (0 - 3) | Neto 27e · David 30e · Plastun 34e · Yaremchuk 55e 72e · Kubo 76e 84e 87e |                 |  |

| 2e match                       | KVE Tronchiennes | 1 - 3   | KAA La Gantoise          | Keiskant, Tronchiennes |  |
| Samedi 23 juin 2018 17:30 CEST | ? ?              | (0 - 1) | Kubo 44e · David 66e 82e |                        |  |

| 3e match                         | KSC Dikkelvenne | 0 - 4   | KAA La Gantoise                              | Sportcomplex Marc Gevaert, Dikkelvenne |  |
| Vendredi 29 juin 2018 19:30 CEST |                 | (0 - 3) | Kubo 7e 36e · Yaremchuk 25e · Verstraete 70e |                                        |  |

| 4e match                       | KFC Merelbeke | 1 - 4   | KAA La Gantoise                                         | Stade du KFC Merelbeke, Merelbeke |  |
| Samedi 30 juin 2018 17:00 CEST | ? ?           | (0 - 1) | Limbombe 18e · Koita 53e · Beridze 59e · Verstraete 65e |                                   |  |

| 5e match                           | KSV Audenarde | 1 - 3   | KAA La Gantoise           | Stade du bourgmestre Thienpont, Audenarde |  |
| Vendredi 6 juillet 2018 18:00 CEST | ? ?           | (0 - 0) | Sylla 69e 87e · David 76e |                                           |  |

| 6e match                         | RFC Wetteren | 1 - 6   | KAA La Gantoise                                                                | Stade Marcel De Kerpel, Wetteren |  |
| Samedi 7 juillet 2018 18:00 CEST | ? ?          | (1 - 3) | Dompé 12e · Andrijašević 33e · Janga 42e · Koita 51e · Olayinka 69e · Kubo 79e |                                  |  |

| 7e match                         | PAOK Salonique | 1 - 1   | KAA La Gantoise | Sportpark De Schuytgraaf, Arnhem |  |
| Jeudi 12 juillet 2018 18:00 CEST | ? ?            | (0 - 0) | Plastun 90e     |                                  |  |

| 8e match                          | Willem II | 1 - 1   | KAA La Gantoise | Sportpark De Klokkenberg, Loon op Zand |  |
| Samedi 14 juillet 2018 14:30 CEST | ? ?       | (0 - 0) | Kubo 63e        |                                        |  |

| 9e match                            | KAA La Gantoise | 1 - 0   | PEC Zwolle | Stade PGB, Gand |  |
| Mercredi 18 juillet 2018 15:00 CEST | Kubo 34e        | (1 - 0) |            |                 |  |

| 10e match                         | OH Louvain | 0 - 2   | KAA La Gantoise                | King Power at Den Dreef Stadion, Louvain |  |
| Samedi 21 juillet 2018 18:00 CEST |            | (0 - 1) | Limbombe 5e · Andrijašević 70e |                                          |  |

| 11e match                        | KAA La Gantoise  | 1 - 0   | RC Strasbourg | Ghelamco Arena, Gand |  |
| Lundi 23 juillet 2018 20:30 CEST | Andrijašević 85e | (0 - 0) |               |                      |  |

## Statistiques
Les matchs amicaux ne sont pas pris en compte.